# ジャングル ウッキー!!
『ジャングル ウッキー!!』は、嘉門タツオ（旧名・嘉門達夫）15枚目のオリジナル・アルバム。1998年11月6日にDAIPRO-Xから発売された。

## 概要
前作『笑う女』から7か月振りに発売された。本作の歌詞カードは歌詞が全く収載されておらず、代わりに嘉門直筆のコメントを記載。

## 収録曲
1. ジャングル巨乳
作詞・作曲・編曲：嘉門達夫
2. ビデオを返しに行かなくては
作詞・作曲：嘉門達夫、編曲：中町俊自
3. 言うだけ番長
作詞・作曲・編曲：嘉門達夫
4. ライオンのコーナー
作：嘉門達夫
5. 絶叫! WOMAN
作詞・作曲：嘉門達夫、編曲：中町俊自
6. 新・映画の窓
作：嘉門達夫・田川良作
アルバム「リゾート計画」収録曲のリメイク。
7. ゾウのコーナー
作：嘉門達夫
8. 男に逃げられた
日本語詞：嘉門達夫、編曲：中町俊自、原作詞曲：G.ENGELS / A. MOREIRA / Ramon ZENKER
43枚目のシングル。
原曲は、ドイツのガール・グループ・ベリーニの「サンバ・デ・ジャネイロ」。
9. 巣立ちのことば
作：嘉門達夫、編曲：中町俊自
10. アナロガー
作詞：嘉門達夫、作曲：永島浩之、編曲：中町俊自
11. ハエのコーナー
作：嘉門達夫
12. ジャングル ウッキー!!
日本語詞：嘉門達夫、編曲：中町俊自、原作詞曲：ROBERT BELL / RONALD BELL / R. MICKENS / CHARLES SMITH / DENNIS THOMAS / RICHARD EWSTFIELD
原曲は、アメリカのバンド・クール・アンド・ザ・ギャングの「ジャングル・ブギ」。
13. ザッツ・替え歌メドレー
脚色：嘉門達夫、編曲：中町俊自
42枚目のシングル。使用曲の中で電気グルーヴの「Shangri-La」のみ、原作詞・作曲者がクレジットされている。
14. くやしいけどお前が好きだ
作：嘉門達夫、編曲：中町俊自